# Ulrike Prokop
Ulrike Prokop (* 1945 in Kiel) ist emeritierte Professorin für Erziehungswissenschaften an der Philipps-Universität Marburg. Ihre Schwerpunkte sind Sozialisationstheorie, psychoanalytische Kulturtheorie, Geschlechterverhältnisse, Mentalitätsgeschichte, Medientheorie, patriarchale Strukturen und weiblicher Lebenszusammenhang, sowie Kritische Theorie.

## Leben
Ulrike Prokop studierte Gesellschaftswissenschaften (Soziologie und Geschichte) in Frankfurt am Main bei Theodor W. Adorno, Jürgen Habermas und Alexander Mitscherlich und war in der Neuen Frauenbewegung wie auch im SDS aktiv. Nach Tätigkeiten in Regie und Dramaturgie bei der Freien Volksbühne Berlin, am Schauspiel Frankfurt und bei der Bremer Shakespeare Company war sie von 1978 bis 1988 Hochschulassistentin am Fachbereich Gesellschaftswissenschaften der Johann Wolfgang Goethe-Universität in Frankfurt. In diesen Jahren arbeitete sie als Mitarbeiterin von Alfred Lorenzer und vertiefte ihr Interesse an psychoanalytisch-tiefenhermeneutischen Verfahren. 1988 wurde sie in Marburg am Fachbereich der Erziehungswissenschaften zur Professorin berufen. Von 2000 bis 2005 war sie Mitherausgeberin der Psyche.

## Leistungen
Prokop wurde vor allem mit der Herausgabe ihrer kritischen Untersuchungen zu den Themen Soziologie der Olympischen Spiele und weiblicher Lebenszusammenhang bekannt. Prokop wirkte als erste Professorin am Fachbereich der Erziehungswissenschaften in Marburg. Bis zum Antritt ihrer Professur war der Fachbereich ausschließlich männlich dominiert. In Marburg zeigte Prokop vor allem in ihren Vorlesungen zu den Themen „Sozialisation und Individuation“ herausragende Leistungen. Sie hielt die 60-minütigen Vorlesungen meist frei, ohne abzulesen und verfeinerte das Ganze mit Zitaten aus literarischen und wissenschaftlichen Klassikern, wobei hier auch Vertreter der kritischen Theorie und der Psychoanalyse eine nicht unwichtige Rolle spielten. Seit 2005 ist Ulrike Prokop Herausgeberin der kulturwissenschaftlichen Reihe Kulturanalysen, die hervorgegangen ist aus der gleichnamigen Zeitschrift der Alfred-Lorenzer-Gesellschaft-Marburg.

### Weibliche Lebensentwürfe
Im deutschen Bildungsbürgertum
Am Beispiel des Geschwisterpaars Cornelia und Johann Wolfgang Goethe unterzog Ulrike Prokop die Mechanismen der Marginalisierung des „Weiblichen“ und der Heroisierung des „Männlichen“ einer psychoanalytisch-historischen Untersuchung. Im Gegensatz zu ihrem Bruder sei Cornelia „ganz Objekt der männlichen Pädagogik – ohne doch die Chance zu haben, wie ein Sohn zu sein.“ Horkheimer, Marcuse und Habermas hätten in ihren Analysen übersehen, „dass im 18. und 19. Jahrhundert von einer Verschlechterung der Lage der Frauen in der Arbeit und in der Kultur auszugehen ist.“ In Der Mythos des Weiblichen und die Idee der Gleichheit in literarischen Entwürfen des frühen Bürgertums interpretiert Prokop die frühbürgerliche Literatur der Aufklärung und des Sturm und Drang als Versuch, den „offenen Herrschaftscharakter der männlichen Norm mit der Idee der menschlichen Gleichheit und Selbstverantwortung zu versöhnen.“
Im Faschismus
Des Weiteren untersuchte Ulrike Prokop die Rolle der Frauen im Nationalsozialismus wie folgt: Die Beziehung der Frauen zur Autorität des Führers könne als erotisierte Beziehung interpretiert werden, die allgemeine Unterordnung mit Emanzipation von männlicher Dominanz verbinde. Prokop spricht von „aktivem Autoritarismus“ im Gegensatz zu einem passiven Autoritarismus, wo Frauen es den Männern überlassen, für sie zu handeln.
Anders als Margarete Mitscherlich, die in ihrem Klassiker Die friedfertige Frau Frauen als Opfer der männlichen Gewalt und des Nationalsozialismus darstellte, sieht Prokop die Frauen nicht per se als Opfer des Nationalsozialismus. Bereits in ihren frühen Analysen wies sie deutlich auf den Beitrag der Frauen zum faschistischen Herrschaftsapparat hin. Demnach seien auch Gruppierungen der bürgerlichen Frauenbewegung dem Nationalsozialismus wohlwollend entgegengetreten. Prokop analysierte wesentliche Texte wortführender Frauen des gemäßigt-konservativen Flügels der bürgerlichen Frauenbewegung. In den Texten Gertrud Bäumers und Marianne Webers, so Prokop, drücke sich eine Sehnsucht aus, die „in der faschistischen Inszenierung von Politik zur Erfüllung kommt.“ Gertrud Bäumer und Marianne Weber seien zwar nicht „mit den Faschistinnen identisch“, brächten aber „ein Bewusstsein zur Erscheinung, das zum Faschismus treibt – und das für die bürgerliche Frauenbewegung vor 1933 bestimmend war.“
Im Spektrum des Autoritären heute
Diese Untersuchungen führte Ulrike Prokop anhand einer Analyse von Gesprächen mit rechtsradikalen jungen Frauen, publiziert von Franziska Tenner, fort. Eines davon zeige den Weg in eine zunehmende Passivität und die Delegation weiblicher Aktivität an den Mann. Diese Form des weiblichen Autoritarismus könne als „delegierender weiblicher Autoritarismus“ gefasst werden. Er funktioniere durch die narzisstische Übertragung weiblicher Aktivität an einen männlichen Stellvertreter. Charakteristisch sei die Handlungshemmung auf der Seite der Frau. Prokop zieht als Fazit: „Das Konzept der autoritären Persönlichkeit ist geeignet, die Beziehung zwischen Persönlichkeitsstruktur und politischem Handeln zu verstehen. Der Übertritt individueller Dispositionen in politisches Agieren in Gruppen kommt aus der Perspektive des einzelnen der Überwindung der Einsamkeit des neurotischen Konflikts gleich – durch Gruppenbildung. Zugleich werden Lösungen angeboten, die dem einzelnen als Isoliertem so nicht oder nur begrenzt zur Verfügung stehen (für Vereinzelte existiert nur die soziale Rolle des Querulanten oder des Spinners; in den hier gegebenen Fällen der Versagerin und Außenseiterin). Das Ende der Einsamkeit in der Gruppenbildung ist eine Entlastung.“

### Konversionsanalyse
In Anlehnung an die Tiefenhermeneutik, insbesondere an die psychoanalytische Methode qualitativer Kulturforschung nach Alfred Lorenzer, entwickelte Ulrike Prokop eine Untersuchungsmethode zur Erforschung von Affektshows wie Germany’s Next Topmodel oder Super Nanny. Mit Hilfe der Konversionsanalyse werden nicht nur die rein inhaltlichen Angebote dieser neuen Medienformate bestimmt, sondern auch die Reaktionen der Zuschauer und der forschenden Subjekte. Es geht darum, die latenten Botschaften, die die Macher der Shows den Zuschauern über geschickte mediale Inszenierungen, d. h. über dramaturgisch ausgefeilte Arrangements, anbieten, transparent zu machen und sich damit auseinanderzusetzen.
„Es sind Sendungen, meist der privaten Anbieter, die mit Tabubrüchen arbeiten und dadurch emotionalisieren. Sie bewegen sich als aufregende Sendungen immer im Grenzbereich des Noch-Erlaubten oder Schon-Abzulehnenden. Das macht gerade den Diskussionsstoff für die Jugendlichen aus. Im Gegensatz zu Ansätzen, die Medienrezeption allein vom Nutzungskontext aus verstehen wollen und daher die Bedeutung allein von der Seite der ZuschauerInnen und der Ausschlusskommunikation angehen, legen die Forschungsprojekte in Marburg und Kassel eine zweipolige Struktur zugrunde: Hier wird dem Angebot ebenso viel Aufmerksamkeit gewidmet, wie der Nutzung und den Bedeutungen, die den Angeboten von verschiedenen Publikumsgruppen verliehen werden.“ Über die Sendung „Germany’s Next Topmodel“ schreibt Prokop: „Da es um Karriere in einem autoritären Team geht, lässt sich auch die weibliche Berufstätige im flexiblen Kapitalismus in Aktion betrachten. Diese beiden modernen Aspekte machen in Wahrheit die Faszination der Sendung aus.“

## Schriften
- (1971): Soziologie der Olympischen Spiele. Sport und Kapitalismus. Carl Hanser, München, ISBN 3-446-11503-X.
- (1976): Weiblicher Lebenszusammenhang. Von der Beschränktheit der Strategien und der Unangemessenheit der Wünsche (= Edition Suhrkamp, Band 808). Suhrkamp, Frankfurt am Main, ISBN 3-518-00808-0 (Dissertation Frankfurt am Main, Fachbereich 03 – Gesellschaftswissenschaft, 1975 245 Seiten, unter dem Titel: Widersprüche und Ambivalenzen der Weiblichkeit).
- (1991): Die Illusion vom Großen Paar. Band 1: weibliche Lebensentwürfe im deutschen Bildungsbürgertum 1750–1770. Fischer, Frankfurt/Main
- (1991): Die Illusion vom großen Paar. Band 2: Das Tagebuch der Cornelia Goethe. Fischer, Frankfurt/Main
- (2006, Hrsg.): Alfred Lorenzer. Szenisches Verstehen. Zur Erkenntnis des Unbewussten. Tectum, Marburg
- (2008, Hrsg.): Erziehung als Unterhaltung in den populären TV-Ratgebern „Super Nanny“ und „S.O.S. Schule“. Tectum, Marburg
- (2009, Hrsg.): Geiles Leben, falscher Glamour. Beschreibungen, Analysen, Kritiken zu Germany’s Next Topmodel. Tectum, Marburg

### Aufsätze
- (1979): Die Sehnsucht nach der Volkseinheit. Zum Konservativismus der bürgerlichen Frauenbewegung vor 1933. In: Die Überwindung der Sprachlosigkeit. Texte aus der neuen Frauenbewegung. Luchterhand, Darmstadt
- (1984): Der Mythos des Weiblichen und die Idee der Gleichheit in literarischen Entwürfen des frühen Bürgertums. In: Feministische Literaturwissenschaft. Dokumentation der Tagung in Hamburg vom Mai 1983. Argument Verlag, Berlin
- (1986): Emilia Galotti. Ein Drama über die Zerstörung der Wünsche. In: Kultur-Analysen. Psychoanalytische Studien zur Kultur. Fischer, Frankfurt/Main
- (1987): Liebe und Lektüre oder: Was bedeuten die Tränen der Leserin? Aus dem Briefwechsel Flachsland – Herder. In: Zur Idee einer psychoanalytischen Sozialforschung. Fischer, Frankfurt/Main
- (1987): Die Freundschaft zwischen Katharina Elisabeth Goethe und Bettina Brentano – Aspekte weiblicher Tradition. In: Vorträge aus der Frankfurter Frauenschule. Facetten feministischer Theoriebildung. Materialband 2. Selbstverlag, Frankfurt/Main
- (1988): Die Einsamkeit der Imagination. Geschlechterkonflikt und literarische Produktion um 1770. In: Deutsche Literatur von Frauen. Erster Band. Vom Mittelalter bis zum Ende des 18. Jahrhunderts. C.H.Beck, München
- (1989): Die Konstruktion der idealen Frau. Zu einigen Szenen aus den „Bekenntnissen“ des Jean-Jacques Rousseau. In: Kultur und Gesellschaft : Verhandlungen des 24. Deutschen Soziologentages, des 11. Österreichischen Soziologentages und des 8. Kongresses der Schweizerischen Gesellschaft für Soziologie in Zürich. Campus, Frankfurt/New York
- (1989): Mutterschaft und Mutterschafts-Mythos im 18. Jahrhundert. In: Sklavin oder Bürgerin? Französische Revolution und neue Weiblichkeit 1760–1830. Jonas Verlag, Frankfurt/Main
- (1989): Elemente der Moderne. Bilder des Weiblichen bei Strindberg und Wedekind. In: Pharus 1. Kein Funke mehr, kein Stern aus früh'rer Welt. Frank Wedekind. Texte, Interviews, Studien. Verlag Jürgen Häusser, Darmstadt
- (1992): Was ist Gegenstand einer „Geschichte des weiblichen Schreibens“? In: Feministische Vernunftkritik. Ansätze und Traditionen. Campus, Frankfurt/New York
- (1994): Einige Überlegungen zum Thema Entwicklungstendenzen weiblicher Identität. In: Die sichtbare Frau. Die Aneignung der gesellschaftlichen Räume. Kore Verlag, Freiburg i.Br.
- (1995): Elemente des weiblichen Autoritarismus. Die Sehnsucht nach der „Volksgemeinschaft“ in der bürgerlichen Frauenbewegung vor 1933. In: Sackgassen der Selbstbehauptung. Feministische Analysen zu Rechtsradikalismus und Gewalt. Jenior & Pressler, Kassel
- (1998): Wie viele Geschichten in einer? Zu der Erzählung „Stunde der Magd“ von Marieluise Fleißer. In: Freiburger literaturpsychologische Gespräche. Band 17. Königshausen & Neumann, Würzburg
- (2001): Maßstäbe der Gleichheit. Zur aktuellen Diskussion der Gleichheit in den Geschlechterverhältnissen. In: Mehr Ungleichheit für alle. Fakten, Analysen, und Berichte zur sozialen Lage der Republik am Anfang des 21. Jahrhunderts. Universitätsverlag Winter
- (2001): Stigma und Gewalt. Zu einigen Szenen aus Houellebecqs Ausweitung der Kampfzone. Buch-Essay. In: Psyche. 55. Jahrgang – Heft 9/10. Klett-Cotta, Stuttgart
- (2002): Experimente mit der Moderne. Diskurse der deutschen Frauenbewegung zu Mutterschaft und Beruf 1860–1933. In: Autonomie und Kritikfähigkeit. Gesellschaftliche Veränderung durch Aufklärung. Wochenschau Verlag, Schwalbach/Ts.
- (2004): Trauma und Erinnerung in Günter Grass' Im Krebsgang. In: Freiburger literaturpsychologische Gespräche. Band 23. Königshausen & Neumann, Würzburg
- (2007): Misstrauen und Wahrheitsbeweis in dem Trauerspiel 'Die Familie Schroffenstein'. In: Freiburger literaturpsychologische Gespräche. Band 27. Königshausen & Neumann, Würzburg
- (2007): Rechtsradikalismus als politischer Fundamentalismus. In: Die halbierte Emanzipation. Fundamentalismus und Geschlecht. Ulrike Helmer Verlag, Königstein/Taunus 2007
- (2008): Praktische Klugheit, Anmut und Witz. Bürgerliche Mädchenbildung um 1750. In: Catharina Elisabeth Goethe. Freies Deutsches Hochstift, Frankfurt/Main